# Claudio Sicilia
Claudio Sicilia, detto il Vesuviano (Giugliano in Campania, 5 febbraio 1948 – Roma, 18 novembre 1991), è stato un mafioso e collaboratore di giustizia italiano, esponente dell'organizzazione malavitosa romana Banda della Magliana.

## Biografia
Nato a Giugliano in Campania, popoloso comune dell'entroterra napoletano, è nipote del boss della camorra Alfredo Maisto e cugino di Corrado Iacolare, uno degli uomini di fiducia di Raffaele Cutolo che conosce durante un periodo di detenzione.
Dopo essere stato coinvolto nell'omicidio di un contrabbandiere diventato troppo potente nel corso della guerra della N.C.O con il Clan Mallardo di Giugliano, si rifugia a Roma nel 1978 dove convive con la compagna Claudiana Bernacchia, detta Casco d'Oro. 
Inizia ben presto a frequentare gli stessi bar dei malavitosi della Magliana che, poco dopo, prendono a chiamarlo «il Vesuviano», per via delle sue origini napoletane.

### La Banda della Magliana
Il primo malavitoso che incontra a Roma è Marcello Colafigli che lo introduce ben presto nella neonata Banda della Magliana e che sarà il padrino di suo figlio. Grazie ai suoi contatti con le famiglie malavitose napoletane, diventa in poco tempo l'anello di congiunzione della Banda con la camorra di Corrado Iacolare, Michele Zaza e Lorenzo Nuvoletta.
Gli viene quindi affidato il controllo dello spaccio delle sostanze stupefacenti nelle zone della Montagnola e di Tor Marancia. 
In quegli anni è uno dei pochi ad avere libero accesso al nascondiglio di armi negli scantinati del Ministero della Sanità di via Liszt.
Dopo il pentimento di Fulvio Lucioli e i conseguenti arresti del dicembre 1983, Claudio Sicilia continuerà a gestire le attività del gruppo lasciate dai compagni detenuti.
Quando nel marzo del 1986 subisce un attentato a colpi d’arma da fuoco da parte di uno della Banda che qualche tempo prima lui aveva picchiato e che lo accusa di essere un infame, come raccontato da Antonio Mancini, Sicilia smetterà di aiutare finanziariamente i carcerati e le loro famiglie. Sono gli anni della faida interna tra i testaccini di Enrico De Pedis e i maglianesi di Maurizio Abbatino e Sicilia si ritrova in mezzo oltre al fatto che è troppo vicino ai camorristi entrati in contrasto con la mafia siciliana.

### Il pentimento
In seguito al suo arresto per una questione di armi, nell'ottobre del 1986 decide di pentirsi e, grazie alle sue rivelazioni, unite a quelle di Lucioli, scatta una gigantesca operazione di polizia.
(Rivelazioni di Niccolò D’Angelo, ex capo della Squadra Mobile di Roma.)
Sicilia è anche il primo a parlare dei contatti della Banda con la camorra di Lorenzo Nuvoletta e Michele Zaza, con gli ambienti dell'estremismo nero ed il primo a svelare i rapporti fra malavita e istituzioni.
"Finirono in carcere una sessantina di persone a seguito delle dichiarazioni di Sicilia. 
Tra queste anche le mogli di Toscano e Abbatino ed il concessionario di auto Gianni Travaglini. 
A parte Carnovale e Abbatino, che si erano dati alla latitanza, i capi erano già tutti detenuti e ricevettero il mandato di cattura in carcere. 
Ma stavolta le accuse erano pesantissime, si parlava di almeno una decina di omicidi. 
Era il 17 marzo del 1987 e il terremoto giudiziario sembrò far sgretolare la banda e i suoi sodali".
Dopo quattro mesi di interrogatori quasi quotidiani, condotti dal sostituto procuratore Andrea De Gasperis, il 17 marzo del 1987 la Procura di Roma spicca ordini di cattura contro le persone chiamate in causa da Sicilia, nel numero di 91 tra membri della Banda, avvocati e professionisti vari. Il 28 marzo e il 1º aprile successivi, tuttavia, il Tribunale della libertà di Roma revoca, come detto, l'ordine di cattura emesso dal Pubblico Ministero sulla scorta delle chiamate in correità di Sicilia; scarcererà inoltre circa la metà degli arrestati. Una decisione clamorosa dovuta al fatto che il pentito "altro non era che una persona soggettivamente poco attendibile per i suoi precedenti, la sua posizione giudiziaria, la sua personalità e i suoi presunti moventi".
Il pubblico ministero Silverio Piro organizzò vari confronti con il pentito Sicilia, tra cui uno con Enrico De Pedis, detto "Renatino", nel carcere di Rebibbia:
- Sicilia: «Enrico, tu mi conosci o no?».
- De Pedis: «Non ricordo di conoscere il signore qui presente».
- Sicilia: «Che devo fare Enrico, che devo fare?».
- De Pedis: «Signor giudice, può chiedere al signore qui presente quando mi ha conosciuto?».
- Sicilia: «Renato, ti ho conosciuto quando sei uscito dal carcere. Ricordo che il Giuseppucci e io andammo a pranzo insieme, presso il ristorante Camillo, circa 10 giorni dopo la tua uscita dal carcere, in quel ristorante c'eri anche tu».
- De Pedis: «Devi dirmi il giorno e il mese in cui sono uscito».
- Sicilia: «Ma stiamo scherzando, io posso dire anche altre cose nei tuoi confronti, che finora non ho detto. È ora di smetterla con questi atteggiamenti ambigui. Tu hai una Renault 5 nera… Ora dico che in viale Marconi c'è il negozio di tale Terenzi, un supermercato di generi alimentari nel quale tu eri in società con lui. Lì, ricordo, facemmo i cesti per i regali agli avvocati. Poi ho rifornito la frutta a tuo fratello Luciano, al Popi Popi, quel periodo avevi una motocicletta Suzuki intestata a tuo fratello, una Lancia Delta che regalasti a Manuel Fuente e avevi anche una Jetta».
- De Pedis: «Nego tutti gli addebiti fattimi da Sicilia. Sono innocente, chiedo la sospensione di questo confronto».[3]

Testimonierà poi nel processo riguardante la strage del Rapido 904 del 1984 presentandosi nell’aula di Firenze in barella poiché si era dato fuoco nel carcere di Rebibbia: la strage di Natale secondo lui era stata voluta e organizzata da Cosa nostra.
Nel dicembre del 1990 il pentito abbandona il carcere per passare agli arresti domiciliari e infine tornare libero durante l'estate successiva.

### L'uccisione
Rilasciato e senza protezione da parte dello Stato, la Banda lo "condanna a morte": il 18 novembre 1991 in via Andrea Mantegna nella zona popolare della Montagnola, adesso Tor Marancia, due uomini a bordo di una moto lo intercettano, il passeggero scende e lo insegue mentre cerca di rifugiarsi in un negozio di scarpe uccidendolo con quattro colpi di pistola.
I suoi sicari resteranno senza nome.
«E perché fu ucciso Sicilia?», chiese nel 1996 il presidente della Corte d’Assise nel corso del maxi processo alla banda. Antonio Mancini, interrogato nell'udienza del 16 febbraio 1996, dirà: «…Il fatto che è diventato pentito, "infame", come si dice in mezzo all'ambiente, era un motivo validissimo».
Le sue rivelazioni verranno in seguito confermate da un altro grande pentito della banda, Maurizio Abbatino, e saranno il punto di partenza di un nuovo maxiprocesso. Proprio Crispino riguardo a Sicilia dirà: «Aveva ragione su tutto. E forse lo sapevano, quando hanno aperto le celle a criminali inferociti e affamati di vendetta. Gli sono piombati addosso senza lasciargli scampo. Stanno facendo la stessa cosa con me: mi hanno tolto la protezione sapendo che chi ho accusato e mandato in carcere è fuori, libero di cercarmi con il beneplacito della Procura di Roma. Ma io non sono una preda. Io non sono Claudio Sicilia.»

## Sicilia nella cultura di massa
La figura di Sicilia ha ispirato il personaggio di "Trentadenari" del libro Romanzo criminale, scritto nel 2002 da Giancarlo De Cataldo e riferito alle vicende realmente avvenute della banda della Magliana. Nell'omonima serie televisiva, diretta da Stefano Sollima, i panni di "Trentadenari" furono interpretati dall'attore Orlando Cinque.